# 赫内弗 (犹他州)
赫内弗（英文：Henefer），是美国犹他州萨米特县下属的一座城市。建市于 1859年，面积大约为1.7平方英里（4.4平方公里），海拔约为5,335英尺（1,626米）。根据2010年美国人口普查，该市有人口766人。